# Болховитинов, Виктор Фёдорович
Ви́ктор Фёдорович Болхови́тинов (23 января [4 февраля] 1899, Саратов — 29 января 1970, Москва) — советский авиаконструктор.
Генерал-майор инженерно-авиационной службы (1942), доктор технических наук (1947). Заслуженный деятель науки и техники РСФСР (1949). Профессор (1949).

## Биография
Родился 23 января (4 февраля) 1899 года в Саратове. Окончил Саратовскую гимназию, поступил учиться на медицинский факультет Саратовского университета, но через полгода перешёл на физико-математический факультет. Осенью 1918 года приехал в Москву и поступил в Московское высшее техническое училище, где слушал лекции Н.Е. Жуковского. Но заболел тифом, после долгого лечения отправлен на восстановление здоровья домой в Саратов. Через год вновь приехал в Москву и поступил в академию. В период учёбы в академии работал в академическом конструкторском бюро, сконструированные им планеры АВФ-6 и АВФ-18 участвовали во Всесоюзных планерных соревнованиях в Коктебеле. 
В 1926 году окончил Академию воздушного флота им. Н. Е. Жуковского. После адъюнктуры стал преподавателем, в 1937 году назначен начальником кафедры.
С 1933 года — руководитель ОКБ (ОКБ Болховитинова) завода № 22 в Филях.
С 1939 года — директор и главный конструктор завода № 293 Наркомата авиационной промышленности в Химках.
В 1934—1936 годах возглавлял разработку тяжёлого бомбардировщика ДБ-А («Дальний Бомбардировщик — Академия»), на котором в 1936—1937 годах советскими лётчиками установлены четыре мировых рекорда дальности полёта с грузом. Этот самолёт под номером Н-209 был использован С. А. Леваневским при фатальной попытке перелёта в США через Северный Полюс в августе 1937 года. До 1940 года ДБ-А выпускался небольшой серией и использовался в качестве транспортного самолёта.
В 1939 году руководил постройкой оригинального скоростного самолёта-истребителя «С» с двумя соосными винтами, показавшего при лётных испытаниях скорость 570 км/ч. В начале 1940 года участвовал в испытаниях установленного на самолёт прямоточного воздушно-реактивного двигателя.
В 1941—1942 годах под руководством Болховитинова конструкторами А. Я. Березняком и А. М. Исаевым был разработан первый советский ракетный истребитель БИ-1 с жидкостным ракетным двигателем. 15 мая 1942 года лётчик-испытатель капитан Г. Я. Бахчиванджи впервые поднял его в воздух, затем выполнил на нём ещё 6 испытательных полётов (в последнем погиб 27 марта 1943 года).
С 1946 года — на преподавательской работе в Военно-воздушной академии имени Н. Е. Жуковского, с 1949 года — профессор. В этой академии в 1949–1955 годах он возглавлял кафедру проектирования самолётов, в 1955—1957 годах — кафедру конструкции и прочности самолётов, а в 1957—1965 годах — кафедру конструкции и боевой эффективности летательных аппаратов.
Автор ряда трудов по авиационной технике.
Умер 29 января 1970 года в Москве. Похоронен на Введенском кладбище (уч. 14).

…Я неизменно со смешанным чувством досады и благодарности вспоминаю Болховитинова, которого мы называли не иначе как «патрон». Благодарности за сохранение тёплых человеческих отношений в творческом коллективе, независимо от должностной иерархии. К главному конструктору Болховитинову мы относились не как к грозному начальнику. Он был нашим старшим товарищем, которого власть облекла необходимыми по тем временам правами и обязанностями. Его не боялись, а попросту любили. А чувство досады связано с явной несправедливостью судьбы к таким учёным-конструкторам, как Болховитинов. Полноценный «главный» или «генеральный» должен иметь в дополнение к интеллигентности то, что принято называть «исключительными организаторскими способностями». Болховитинов любил талантливых и не боялся, в отличие от других, что его ученики способны превзойти учителя и затмить его славу.
Исаев, Березняк, Мишин, Пилюгин — бывшие соратники и подчинённые Болховитинова, сами стали «главными». Своими успехами они во многом обязаны школе Болховитинова.

Одним из качеств, которые культивировались в этой школе, было умение размышлять и в процессе повседневной рабочей суеты обобщать отдельные факты и события, стремясь понять движущие силы развития науки и техники.— Б.Е. Черток. Ракеты и люди. Книга 2. От самолётов до ракет. 2016. стр.195 (новая редакция издания)]

## Самолёты Виктора Болховитинова
- ДБ-А — Дальний бомбардировщик — академия. Первый полёт в 1935 году. Экипаж семь человек. Серийно изготавливался с 1938 по 1940 годы. Всего было изготовлено 12 самолётов[1].
- БДД — Бомбардировщик дальнего действия. Проект был представлен в 1936 году. От реализации проекта отказались в пользу АНТ-42[2].
- Дальний тяжёлый бомбардировщик «Д» С дизелями М-40. Экипаж 8 человек. По расчётам самолёт мог доставить 6 т бомб на дальность 5 000 км. В десантном варианте полезная нагрузка 50 вооружённых бойцов, а транспортном до 7 т груза. Проект бомбардировщика «Д» был закрыт с началом войны[3].
- Скоростной бомбардировщик «С» . Первый полёт в 1939 году. На самолёт устанавливали спаренные двигатели с соосными винтами вращающиеся в разные стороны. В серийное производство самолёт не передавался[4].

## Награды
- Награждён двумя орденами Ленина (21.02.1945, 16.09.1945), двумя орденами Красного Знамени (3.11.1944, 15.11.1950), орденами Трудового Красного Знамени, Красной Звезды (29.12.1936), медалями.

## Сочинения
- Болховитинов В. Ф. Пути развития летательных аппаратов. — М.: Оборонгиз, 1962. — 132 с.